# Schwarze Blaustrahlige Riesenvogelspinne
Die Schwarze oder Südamerikanische Blaustrahlige Riesenvogelspinne (Pamphobeteus nigricolor) ist eine Spinne aus der Familie der Vogelspinnen (Theraphosidae). Die Trivialnamen weisen auf das in Südamerika liegende Verbreitungsgebiet und die optische Erscheinung der Art hin.
Im Englischen wird die Schwarze Blaustrahlige Riesenvogelspinne als Giant Blue Bloom Tarantula oder Blue Bloom Birdeater (übersetzt etwa "Riesige Blaue Blüten-Vogelspinne" oder "Blauer Blüten-Vogelfresser") bezeichnet.

## Merkmale

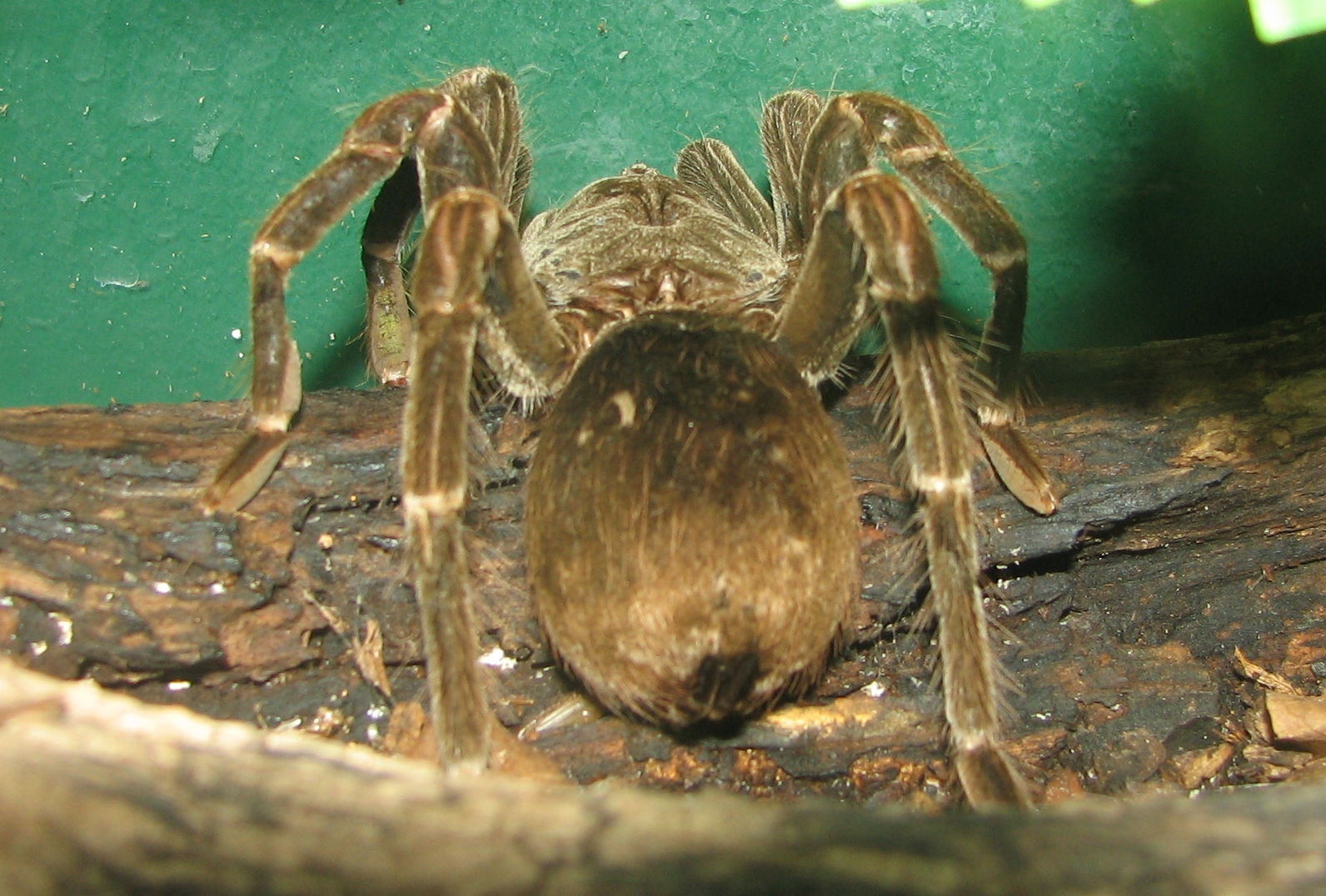
Rückansicht eines Weibchens

Die Schwarze Blaustrahlige Riesenvogelspinne erreicht eine Körperlänge von etwa 70 bis 80 Millimetern und eine Beinspannweite von ungefähr 250 Millimetern, womit die Art zu den größeren Vogelspinnen zählt. Die Grundfärbung ist braunschwarz oder schwarzblau bis schwarz. Zusätzlich ist ein violetter Farbschimmer auf den Extremitäten möglich. Die Schwarze Blaustrahlige Riesenvogelspinne verfügt ferner wie alle Arten der Gattung über Stridulationsorgane am dritten und vierten Beinpaar sowie Brennhaare, womit sie zu den bombardierfähigen Vogelspinnen gezählt wird. Sie kann die Brennhaare in Richtung eines Angreifers abstreifen. Wie die anderen Vertreter der Gattung Pamphobeteus weist auch die Schwarze Blaustrahlige Riesenvogelspinne einen auffälligen Sexualdimorphismus (Unterschied der Geschlechter) auf.

### Weibchen
Das meist größere Weibchen verfügt über eine samtig schwarze Farbgebung und pinke Haare sowie eine pinke Zeichnung auf dem Carapax (Rückenschild des Prosomas, bzw. Vorderkörpers). Die Epigyne (weibliches Geschlechtsorgan) besitzt wie bei der Gattung üblich zwei Spermatheken, die fast verwachsen sind, obgleich die Trennung beider Spermatheken noch deutlich ist.

### Männchen
Das für gewöhnlich kleinere Männchen hingegen ist wie bei den anderen Arten der Gattung deutlich kontrastreicher gefärbt und besitzt eine violette Zeichnung auf dem Carapax. Seine Extremitäten können ebenfalls blau gefärbt sein. Die Metatarsen (Fersenglieder), das sind die Fußglieder, die oberhalb der Tarsen (Fußglieder) näher zum Körper liegen, bilden am ersten Beinpaar Falten zwischen den Spornfortsätzen der Tibien (Beinschienen). Die Emboli (Bestandteile der Bulbi bzw. männlichen Geschlechtsorgane) erscheinen deutlich konkav und besitzen auf der Apikalseite einen gut ausgebildeten Kiel und auf der Kante einen weiteren ebenfalls gut ausgebildeten retrolateralen Kiel.

### Ähnliche Arten

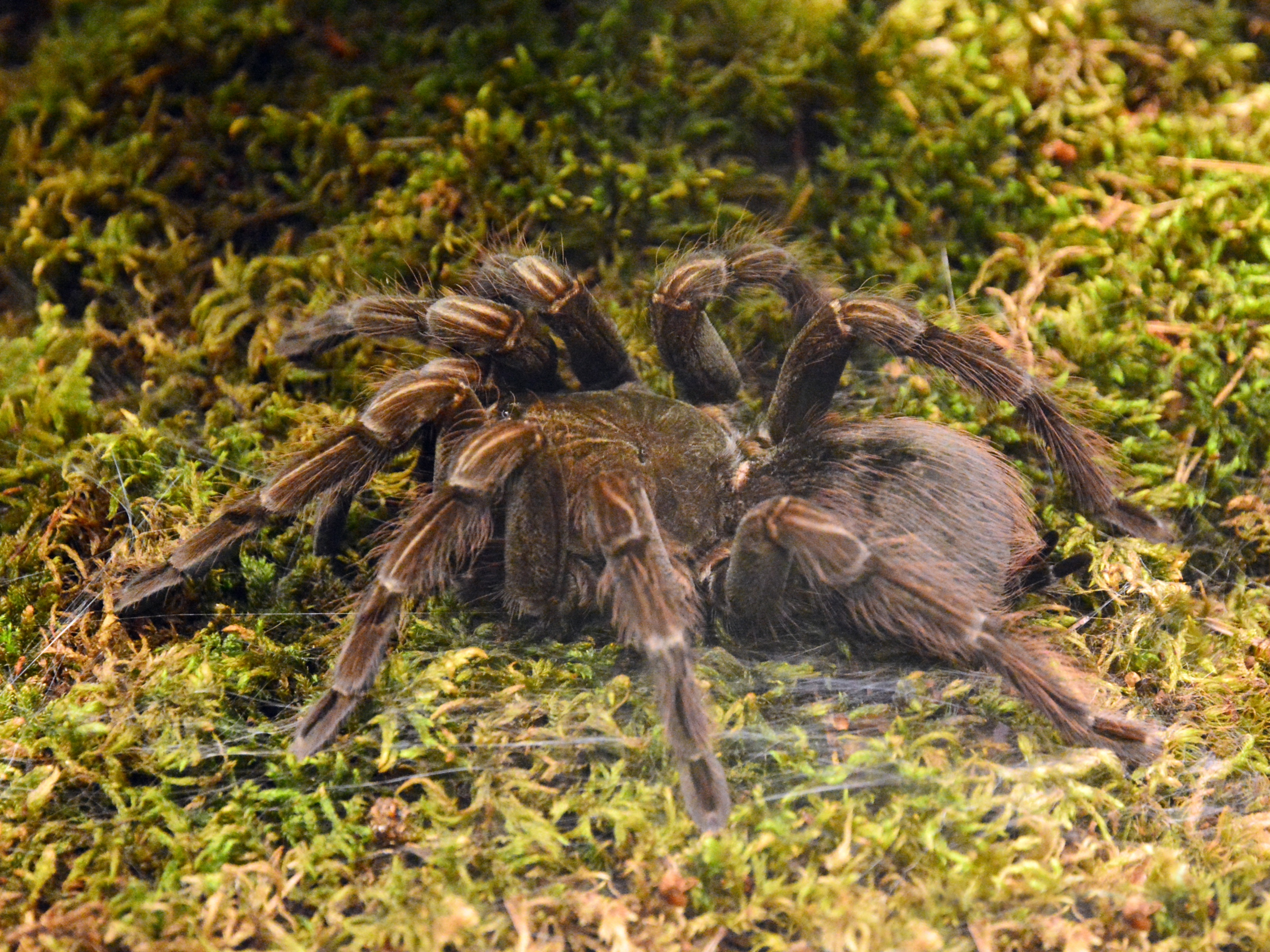
Weibchen der nah verwandten Kolumbianischen Lilastrahligen Riesenvogelspinne (Pamphobeteus insignis)

Der Schwarzen Blaustrahligen Riesenvogelspinne ähnliche Arten finden sich in der Gattung Pamphobeteus, so ähnelt das Weibchen der Art denen von P. ferox und der Braunen Kolumbianischen Riesenvogelspinne (P. fortis) und kann von diesen nur durch genitalmorphologische Merkmale sicher unterschieden werden. Die Basis der Spermathek des Weibchens der Schwarzen Blaustrahligen Riesenvogelspinne ist anders als jene des Weibchens von P. ferox an der Lateralseite nicht erweitert. Die Spermathek des Weibchens der Braunen Kolumbianischen Riesenvogelspinne besitzt anders als die des Weibchens der Schwarzen Blaustrahligen Riesenvogelspinne verengte Stiele.
Das Männchen der Schwarzen Blaustrahligen Riesenvogelspinne ähnelt mitunter dem von P. augusti und denen der Kolumbianischen Lilastrahligen (P. insignis) sowie der Kolumbianischen Rosastrahligen Riesenvogelspinne (P. ornatus). Die Emboli des Männchens der Schwarzen Blaustrahligen Riesenvogelspinne besitzen aber anders als die der Männchen der anderen drei Arten eine fast identische Länge und Breite. Auch ähnelt besonders das Männchen der Schwarzen Blaustrahligen Riesenvogelspinne denen der Arten der Gattung Xenesthis, bedingt durch die ähnlichen Eigenschaften der Metatarsen des ersten Beinpaares sowie der Emboli. Ein sicheres Unterscheidungsmerkmal ist die Scopula  (Beinbehaarung mit Haftfortsätzen) des vierten Beinpaares, die bei den Arten der Gattung Pamphobeteus nur die Unterseite der Tarsen, bei der Gattung Xenesthis aber die gesamten Beine dieses Beinpaares bedeckt.

## Vorkommen

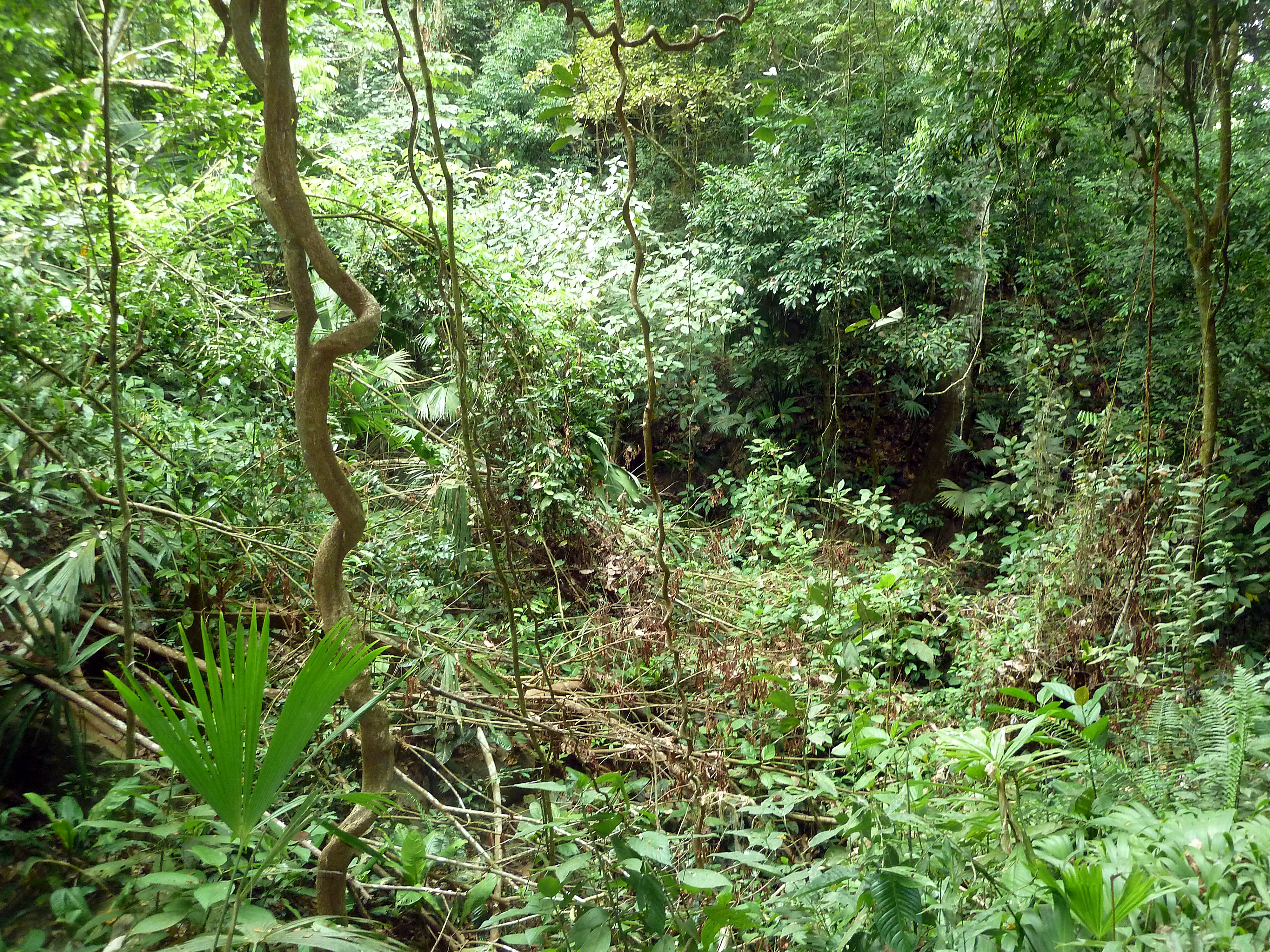
Regenwald im Parque Nacional Natural Tayrona im kolumbianischen Departamento del Magdalena, einer der Lebensräume der Schwarzen Blaustrahligen Riesenvogelspinne.

Die Schwarze Blaustrahlige Riesenvogelspinne ist im Nordwesten Südamerikas vertreten, wo ihr Verbreitungsgebiet die Länder Ecuador, Kolumbien, Bolivien, Peru und Brasilien umfasst und hier bis zum brasilianischen Bundesstaat Amazonas  reicht. Dort bewohnt die Art tropische Regenwälder und hält sich bedingt durch ihre Lebensweise bevorzugt am Boden auf.

### Bedrohung und Schutz
Es gibt keine Informationen über Bestandsbedrohungen der Schwarze Blaustrahlige Riesenvogelspinne, da die Art von der IUCN nicht erfasst wird. Einem Schutzstatus unterliegt die Schwarze Blaustrahlige Riesenvogelspinne deshalb nicht.

## Lebensweise

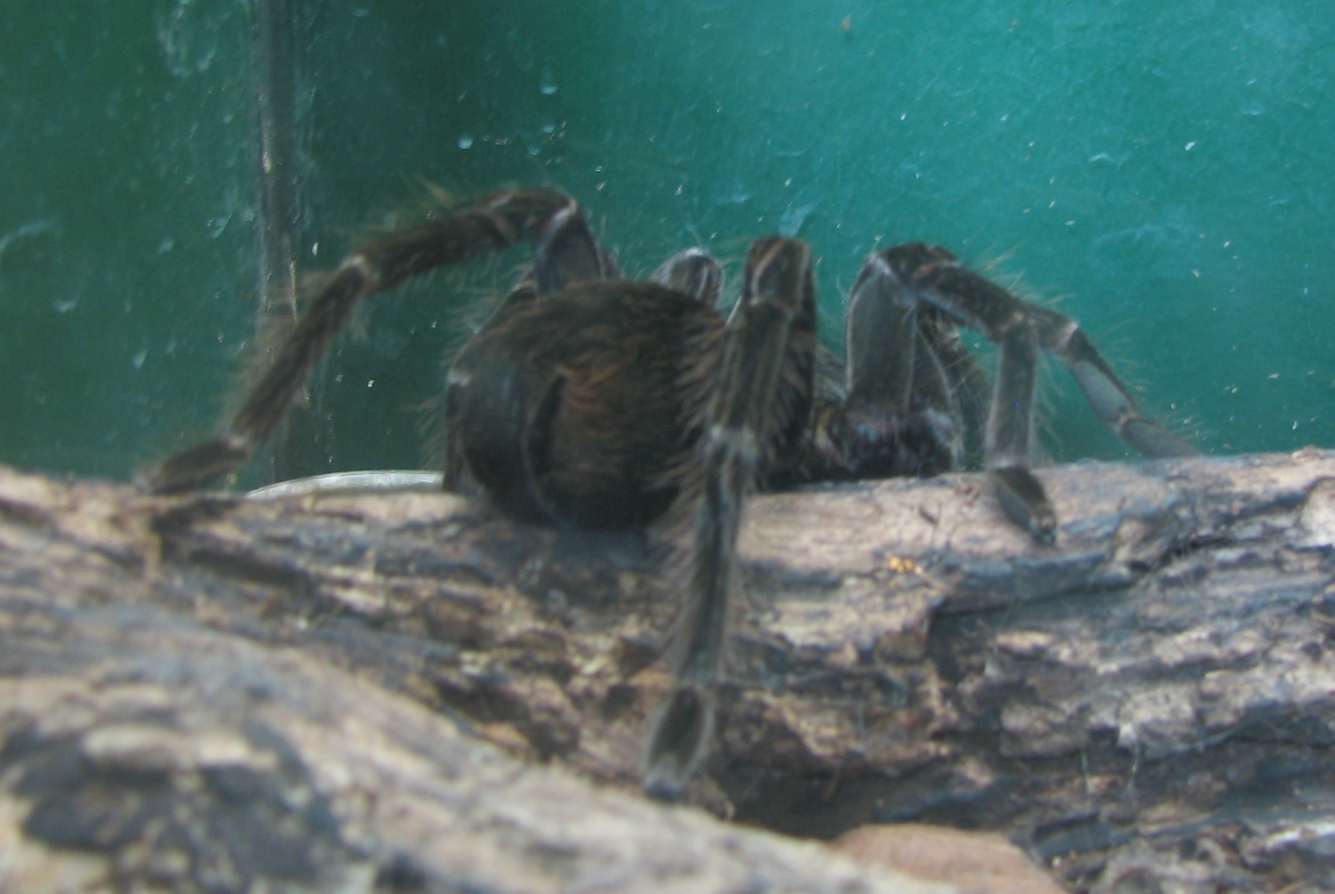
Weibchen außerhalb seines Unterschlupfes

Die Schwarze Blaustrahlige Riesenvogelspinne zählt zu den bodenbewohnenden Vogelspinnen und gräbt Wohnröhren, die mit Gespinsten ausgekleidet werden. Ebenso werden bereits vorhandene und passende Unterschlüpfe genommen und dann mit einem Gespinst versehen. Die Art ist wie alle Vogelspinnen nachtaktiv und zeigt sich besonders zu dieser Zeit, aber auch gerne tagsüber auf der Suche nach Beutetieren außerhalb ihres Unterschlupfes.

### Abwehrverhalten
Die Schwarze Blaustrahlige Riesenvogelspinne zählt zu den eher defensiveren Arten der Familie und versucht bei Störungen, etwa Begegnungen mit einem Prädator (Fressfeind) meist zu fliehen, schreckt bei anhaltenden Bedrängung aber auch nicht vor offensiver Verteidigung zurück. Dazu zählt unter anderem die Verteidigungsstrategie des Bombardierens (Abstreifen der Brennhaare in Richtung des Angreifers). Wie andere Vogelspinnen kann sich auch die Schwarze Blaustrahlige Riesenvogelspinne mithilfe einer für Vogelspinnen typischen Drohgebärde und Geräuscherzeugung mittels Stridulation oder bei dessen Wirkungslosigkeit auch mithilfe eines Bisses verteidigen.

### Fortpflanzung und Lebenserwartung

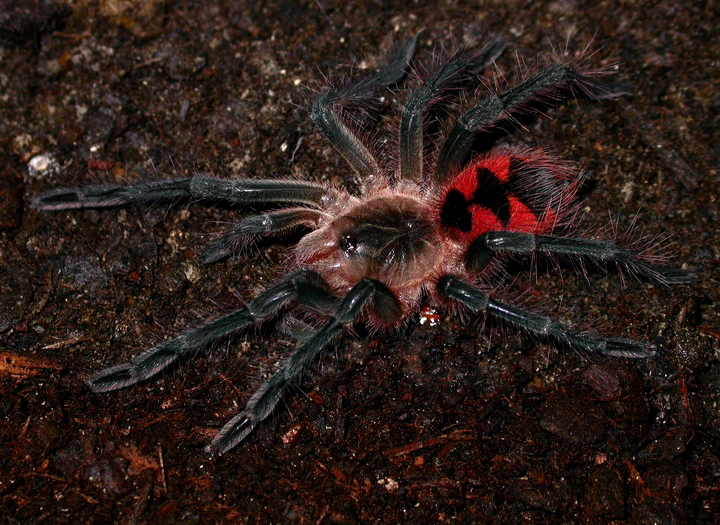
Jungtier

Das Fortpflanzungsverhalten der Schwarzen Blaustrahligen Riesenvogelspinne ist mit dem anderer Vogelspinnen identisch. Wie bei den anderen Arten der Gattung kann auch das Verhalten des Weibchens gegenüber dem Männchen aggressiv sein. Der einige Zeit nach der Paarung angefertigte Eikokon enthält mehrere hundert Eier. Die Jungtiere besitzen wie die der Braunen Kolumbianischen Riesenvogelspinne (P. fortis) eine recht markante Farbgebung. Das Opisthosoma ist rot und enthält im Zentrum der Dorsalseite eine schwarze Zeichnung, die an einen Weihnachtsbaum erinnert.
Das Wachstum der Art ist vergleichsweise schnell. Das Weibchen der Schwarzen Blaustrahligen Riesenvogelspinne kann ein Alter von 10 bis 15 Jahren erreichen.

## Terraristik
Mit vielen anderen Vogelspinnenarten teilt sich die Schwarze Blaustrahlige Riesenvogelspinne eine gewisse Beliebtheit als Heimtier in der Terraristik. Dabei wirkt sich auch die imposante Erscheinung einschließlich der besonders beim Männchen ausgeprägten Farbgebung positiv aus. Vor dem Kauf eines oder mehrerer Exemplare solle man sich allerdings der schreckhaften Wesensart der Schwarzen Blaustrahligen Riesenvogelspinne bewusst sein und ihr aufgrund ihrer Größe ein passendes und entsprechend großes Behältnis mit einem Untergrund, der der Spinne Grabungen erlaubt, bereitstellen. Die Temperatur und Luftfeuchtigkeit des natürlichen Vorkommensgebiets der Art muss für eine erfolgreiche Haltung bestmöglich simuliert werden.

## Systematik
Die Schwarze Blaustrahlige Riesenvogelspinne wurde 1875 bei ihrer Erstbeschreibung durch Anton Ausserer in die Gattung Lasiodora eingeordnet und erhielt die Bezeichnung L. nigricolor. Reginald Innes Pocock stellte die Art 1901 in die von ihm zum gleichen Zeitpunkt erstbeschriebene Gattung Pamphobeteus um, sodass sie ihre noch heute verwendete Bezeichnung P. nigricolor erhielt, die seitdem nicht geändert wurde. Die Schwarze Blaustrahlige Riesenvogelspinne ist die Typusart der Gattung Pamphobeteus.